# Melito Irpino
Pour les articles homonymes, voir Melito.
Melito Irpino est une commune italienne de la province d'Avellino dans la région Campanie en Italie.

## Administration
| Période                                  | Période | Identité | Étiquette | Qualité |
| ---------------------------------------- | ------- | -------- | --------- | ------- |
|                                          |         |          |           |         |
| Les données manquantes sont à compléter. |         |          |           |         |

### Hameaux
Cozza, Incoronata, Fontana del bosco

### Communes limitrophes
Apice, Ariano Irpino, Bonito, Grottaminarda